# Traités de Tirana (1926 et 1927)
Les premier et second traités de Tirana sont signés en 1926 et 1927 entre l'Albanie et l'Italie. 
Ils consacrent l'influence italienne en Albanie, par la protection de l'Albanie par l'Italie fasciste de Mussolini .